# Антисоциология
Антисоциология — это критический подход, ставящий под сомнение методологические и эпистемологические основания социологии как науки. Антисоциология утверждает, что социологические исследования часто страдают от субъективизма, политической ангажированности и неспособности выработать универсальные законы социальных процессов. Этот подход акцентирует внимание на внутренних противоречиях, дисфункциях и деструктивных элементах общества, которые, по мнению его сторонников, игнорируются традиционной социологией.

## История и основные положения
Истоки антисоциологии прослеживаются в работах критиков позитивизма XIX—XX веков. Например, Фридрих Хайек в книге «Пагубная самонадеянность» (1988) утверждал, что попытки социологии имитировать методы естественных наук приводят к упрощённому пониманию общества и угрозе тоталитаризма, так как их модели не учитывают спонтанность человеческих действий. «Социология претендует на роль точной науки, но её попытки управлять обществом через „социальную инженерию“ ведут к тоталитаризму, а не к свободе».
Концепция антисоциологии тесно связана с работами французского социолога Алена Тюрена, который ввёл понятие «социологии действия». В книге «Возвращение действующего лица: Очерк по социологии» (1984) Тюрен критиковал классическую социологию за гиперфокус на системах и структурах, игнорируя роль социальных акторов. Его работа «Производство общества» (1973) описывает общество как самоорганизующуюся систему, где ключевую роль играют конфликты и действия индивидов, а не предопределённые эволюционные законы.
Основные тезисы антисоциологии включают:
- Субъективизм данных: Социологи проецируют собственные ценности на исследования, что делает выводы ненадёжными (например, интерпретация связи между бедностью и преступностью).
- Политизация науки: Многие теории (критическая расовая теория, марксистская социология) используются для продвижения идеологий, а не поиска объективной истины.
- Невоспроизводимость результатов: Эксперименты в социологии часто дают противоречивые результаты. В 2018 году проект «Социальный эксперимент» воспроизвёл 21 классическое исследование — только 13 % подтвердились[4]. Например, теория «силы воли как исчерпаемого ресурса» (социопсихология) была опровергнута. Это демонстрирует, что многие социологические выводы — артефакты методологических ошибок[5].

## Критика традиционной социологии
Антисоциология указывает на фундаментальные проблемы дисциплины:
1. Ненадёжность методов: Социальные явления сложно изолировать от внешних факторов, что делает выводы спекулятивными. Например, работа Эмиля Дюркгейма «Самоубийство» (1897) критикуется за упрощение причинно-следственных связей.
2. Идеологизация понятий: Термины вроде «системный расизм» или «социальная справедливость» часто используются как политические ярлыки, а не научные категории. Как писал Карл Поппер: «Научная теория должна быть опровержимой». Социология, увы, слишком часто избегает этой проверки.
3. Отрицание хаоса: Традиционная социология стремится представить общество как упорядоченную систему, игнорируя роль хаоса и революций в его развитии.

## Методологические подходы
Антисоциология предлагает альтернативы:
- Качественный анализ: Изучение отдельных кейсов вместо массовых опросов, чтобы уловить нюансы социальных взаимодействий.
- Теория сложных систем: Применение методов теории хаоса для анализа динамики общества, где случайность и нелинейность играют ключевую роль.
- Междисциплинарность: Использование подходов из психологии, антропологии и экономики для преодоления ограничений традиционных социологических методов.

## Сравнение с традиционной социологией
| Аспект         | Традиционная социология      | Антисоциология                                 |
| -------------- | ---------------------------- | ---------------------------------------------- |
| Фокус          | Системы и структуры          | Действия и акторы                              |
| Подход к хаосу | Минимизация роли хаоса       | Хаос как ключевой элемент анализа              |
| Методы         | Количественный анализ        | Качественный анализ, междисциплинарные подходы |
| Критика        | Игнорирование субъективности | Реформа методов для повышения объективности    |

## Влияние и значение
Идеи антисоциологии повлияли на исследования социальных движений, критической теории и социологии знания. Концепция Тюрена об «историчности» подчёркивает, что социальные акторы способны трансформировать общество через конфликты и инновации. Это направление также способствовало развитию исследований постмодернистской социологии, где акцент смещается на множественность истин и деконструкцию метанарративов.